# Adilson Espindula
Adilson Espindula (Vitória), é um político brasileiro, filiado ao PDT. Nas eleições de 2022, foi eleito deputado estadual pelo ES.